# Bultaco Chispa
La Bultaco Chispa fou un model de minimoto infantil de trial fabricat per Bultaco de 1974 als volts de 1982. El seu èxit comercial va fer que al llarg de tot aquest període no experimentés cap canvi substancial i romangués amb les següents característiques generals inalterades: conjunt dipòsit-selló d'una sola peça en colors vermell i argentat, motor de dos temps monocilíndric refrigerat per aire de 47,63 cc amb canvi de tres velocitats, bastidor de bressol simple, frens de tambor i amortidors de forquilla convencional davant i telescòpics darrere.
Destinada a infants d'entre 6 i 14 anys, la Chispa era una petita reproducció a escala de la reeixida Sherpa T -fins i tot el nom hi remetia- i sorgí com a resposta a la Cota 25 (la minimoto que havia llançat Montesa el 1971), amb la qual entrà de seguida en forta competència. Tant l'una com l'altra contribuïren a popularitzar a Catalunya el "trial infantil", modalitat que va irrompre arreu del país amb nombroses proves pensades per a nens (amb zones fàcils, dissenyades especialment per a ells).

## Història
L'aparició de la Cota 25 de Montesa i el seu èxit comercial esperonà Bultaco a millorar la Tirón, el seu model de trial destinat als nens, força antiquada i en clar desavantatge enfront de la Cota (entre altres coses, era massa pesada per als petits). La substituta de la Tirón fou la Chispa, una rèplica en miniatura de la Sherpa T "Kit Campió" estèticament molt reeixida, lleugera i plenament vàlida per a iniciar-se en la pràctica del trial, alhora que era molt fàcil de conduir (s'ha dit que la podien portar fins i tot nens de quatre anys). Bultaco s'assegurava així un planter de futurs pilots de trial i difonia la marca entre els més petits.
Una de les principals campanyes de màrqueting destinades al públic infantil que desenvolupà Bultaco fou la de començaments de l'estiu de 1975, quan patrocinà extraoficialment l'àlbum de cromos del fabricant de brioixeria amb seu a Granollers Bimbo (normalment, Bimbo treia un nou àlbum cada estiu, coincidint amb el final de les vacances escolars). Aquell àlbum, dedicat a la motocicleta i anomenat «El mundo de las motos», va tenir una gran difusió entre els nens de tot l'estat espanyol (en una època en què el motociclisme, sobretot el fora d'asfalt, hi gaudia d'un seguiment molt superior a l'actual) i va contribuir en gran manera a popularitzar la marca entre aquest sector del mercat. Tant l'àlbum com els cromos corresponents -inclosos dins els paquets dels productes Bimbo- eren plens d'imatges de motos Bultaco, especialment de la Chispa; a la portada, un noi de vora 13 anys aixecava la roda anterior d'una Chispa al mig d'un prat, davant uns altres nois que l'observaven asseguts a terra.
La Chispa va assolir un èxit de vendes tan consolidat que es va mantenir inalterada en producció fins al tancament de la fàbrica, a començaments de la dècada de 1980. Força anys més tard, el 2005, un nou fabricant de motocicletes català s'inspirà en aquesta moto a l'hora de decidir el nom de la seva empresa, Xispa, una marca de motos infantils que estigué activa a Maçanet de la Selva fins al 2013.

## Característiques
A la Chispa tot estava fet a la mida dels nens, tret de les manetes que eren igual que a les motos grans. Equipada amb un petit motor de tres velocitats fabricat per Ducati Mototrans (la Chispa fou dels pocs models produïts per Bultaco que no en muntava un de propi), era una autèntica moto de trial, fàcil de pilotar i amb força potència per a la seva mida, característiques que li atorgaven cert avantatge envers la seva principal competidora, la Montesa Cota 25 (més pacífica i no tan especialitzada). L'únic retret que se li havia fet, però, era el seu tub d'escapament, el qual pujava massa pel costat dret i era fàcil de cremar-s'hi si es badava.

### Ficha tècnica
Fitxa tècnica
| • Dimensions |
| --- |
| - Longitud: 1.517 mm - Batalla: 997 mm - Alt x ample manillar: 835 x 635 mm - Alçada selló: 570 mm - Alçada estreps: 300 mm - Alçada mínima sobre el terra: 227 mm |

| • Altres |
| --- |
| - Encesa: Magneto alternador a volant - Embragatge: Multidisc en bany d'oli - Transmissió primària: Pinyons helicoidals - Preu a l'època: 42.389 pts () |

Notes
1. ↑  1,8 a 5.000 rpm segons unes altres fonts.[8][9]
2. ↑  254,76 euros al canvi